# Johan Djourou
Johan Djourou (Abiyán, Costa de Marfil, 18 de enero de 1987) es un exfutbolista suizo de origen marfileño que jugaba de defensa y su último club fue el F. C. Nordsjælland de la 3F Superliga.

## Selección nacional
Fue internacional con la selección de fútbol de Suiza en 76 partidos internacionales. Representó a su selección en la Copa Mundial de Fútbol de 2006.
El 13 de mayo de 2014 el entrenador de la selección de Suiza, Ottmar Hitzfeld, incluyó a Djourou en la lista oficial de 23 jugadores convocados para afrontar la Copa Mundial de Fútbol de 2014.
El 4 de junio de 2018 el seleccionador Vladimir Petković lo incluyó en la lista de 23 para el Mundial.

### Participaciones en Copas del Mundo
| Mundial                        | Sede     | Resultado        |
| ------------------------------ | -------- | ---------------- |
| Copa Mundial de Fútbol de 2006 | Alemania | Octavos de final |
| Copa Mundial de Fútbol de 2014 | Brasil   | Octavos de final |
| Copa Mundial de Fútbol de 2018 | Rusia    | Octavos de final |

## Clubes
| Club                           | País       | Año       |
| ------------------------------ | ---------- | --------- |
| Arsenal F. C.                  | Inglaterra | 2004-2013 |
| Birmingham City F. C. (cedido) | Inglaterra | 2007-2008 |
| Hannover 96 (cedido)           | Alemania   | 2013      |
| Hamburgo S. V.                 | Alemania   | 2013-2017 |
| Antalyaspor                    | Turquía    | 2017-2018 |
| SPAL 2013                      | Italia     | 2018-2019 |
| F. C. Sion                     | Suiza      | 2020      |
| Neuchâtel Xamax F. C.          | Suiza      | 2020      |
| F. C. Nordsjælland             | Dinamarca  | 2020-2021 |